# آكتيف إكس
ActiveX هو إطار البرامج التي أنشأتها مايكروسوفت التي تتكيف سابق لها طراز كائن المكون (COM) وربط الكائنات وتضمينها (OLE) تكنولوجيات المحتوى تحميلها من الشبكة، ولا سيما في سياق الشبكة العالمية. وقدم و1996، ويشيع استخدامها في نظام التشغيل ويندوز. من حيث المبدأ أنها لا تعتمد على مايكروسوفت ويندوز، ولكن في الواقع، فإن معظم عناصر تحكم ActiveX تتطلب إما Microsoft Windows أو محاكي ويندوز. معظم تتطلب أيضا للعميل أن يكون إنتل تعمل على أجهزة x86، لأنها تحتوي على التعليمات البرمجية المترجمة.
العديد من تطبيقات مايكروسوفت ويندوز - بما في ذلك العديد من تلك من مايكروسوفت نفسها، مثل إنترنت إكسبلورر، مايكروسوفت أوفيس، مايكروسوفت البصرية ستوديو، ويندوز ميديا بلاير - استخدام عناصر تحكم ActiveX لبناء وأيضا تغليف وظائفها الخاصة وعناصر تحكم ActiveX بين مجموعة الميزة التي يمكن أن ثم تكون جزءا لا يتجزأ في تطبيقات أخرى. الإنترنت إكسبلورر كما يسمح التضمين من عناصر تحكم ActiveX في صفحات الويب.